# Alessia Nobilio
Alessia Nobilio (* 2001 Milán) je italská golfistka. Reprezentuje golfový klub Ambrosiano.
Golf začala hrát ve svých pěti letech, a to díky otci. Vystudovala soukromou střední školu, aby si mohla dovolit četné absence vlivem soutěží. Po jejím ukončení začala studovat Kalifornskou univerzitu v Los Angeles.
Na Olympijských hrách mládeže 2018 získala stříbrnou medaili. V roce 2019 ovládla R&A Girls’ Amateur Championship, v němž vyhrála. Je tak považována za vycházející hvězdu italského ženského golfu.
Je zasnoubená s Andreem Romanou, který je také golfistou.[zdroj?]